# Пескарела (Рим)
Пескарела је насеље у Италији у округу Рим, региону Лацио.
Према процени из 2011. у насељу је живело 306 становника. Насеље се налази на надморској висини од 70 м.